# Brighton International 1981
Il Brighton International 1981 è stato un torneo femminile di tennis giocato sul sintetico indoor. È stata la 4ª edizione del Brighton International, che fa parte del WTA Tour 1981.
Si è giocato a Brighton in Gran Bretagna, dal 19 al 25 ottobre 1981.

## Campionesse

### Singolare
Sue Barker ha battuto in finale  Mima Jaušovec con il punteggio di 4–6, 6–1, 6–1

### Doppio
Barbara Potter /  Anne Smith hanno battuto in finale  Mima Jaušovec  Pam Shriver con il punteggio di 6–7, 6–3, 6–4